# Margarethe Hormuth-Kallmorgen
Margarethe Hormuth-Kallmorgen (* 22. August 1857 in Heidelberg; † 7. Juli 1916 ebenda, geb. Hormuth)  war eine deutsche Malerin und Grafikerin.

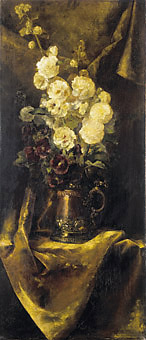
Margarethe Hormuth-Kallmorgen, Malven-Stillleben

## Leben

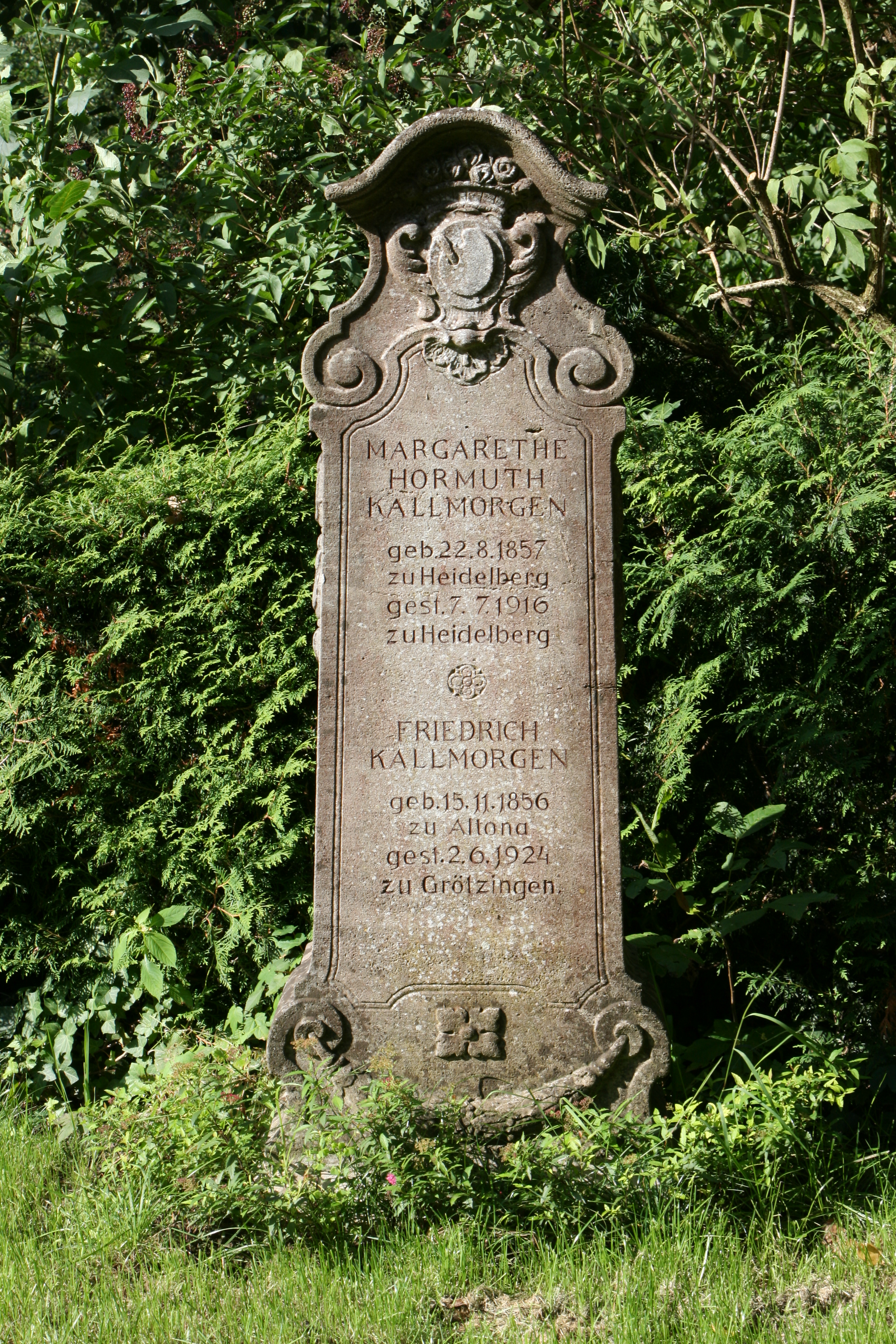
Grabmal von Hormuth-Kallmorgen auf dem Friedhof von Grötzingen

Nach Aufenthalten mit ihrer Familie in Keokuk (Iowa) und Waldshut am Hochrhein sowie in einem Mädchenpensionat in Freiburg kam sie 1878 nach Karlsruhe. Dort begann sie an der Kunstakademie bei Ferdinand Keller zu studieren und spezialisierte sich, wie damals für Malerinnen üblich, auf Blumenmalerei. Nach fünfjähriger Verlobungszeit heiratete sie 1882 den Studienkollegen Friedrich Kallmorgen. Ab 1894 unterrichtete sie Privatschülerinnen. 1898 wurde sie in den Vorstand des Malerinnen-Vereins in Karlsruhe berufen. Im gleichen Jahr baute das Paar ein Sommerhaus im nahegelegenen Grötzingen, das wegen seiner idyllischen Motive bei den Künstlern der Umgebung beliebt war. Sie zählten damit zu den Gründern der Grötzinger Malerkolonie. Von 1900 bis 1902 unterrichtete sie Blumen- und Stilllebenmalerei an der Malerinnenschule Karlsruhe. 1902 erhielt Friedrich Kallmorgen einen Ruf an die Berliner Akademie und das Paar zog nach Berlin um. Damit endete auch ihre künstlerische Produktivität.

## Werk
Margarethe Hormuth-Kallmorgen war für ihre Stillleben und Blumenmalerei bekannt. Sie fand ihre Motive in ihrem Garten und der nächsten Umgebung, malte sie jedoch nicht vor Ort, sondern arrangierte sie in Vasen und Krügen in ihrem Atelier. Im Unterschied zu ihren Grötzinger Kollegen fertigte sie keine Lithografien an, sondern malte meist ohne Vorzeichnung mit Ölfarben auf Leinwand.

## Ehrung
- Die Margarethe-Hormuth-Straße im Karlsruher Stadtteil Grötzingen wurde 1975 nach ihr benannt.